# Goboea
Goboea là một chi bướm đêm thuộc phân họ Tortricinae của họ Tortricidae.

## Các loài
- Goboea copiosana Walker, 1866